# Nathan Woodward
Nathan Woodward (ur. 17 października 1989) – brytyjski lekkoatleta specjalizujący się w biegu na 400 metrów przez płotki.
W 2007 był siódmym zawodnikiem mistrzostw Europy juniorów, a w 2008 odpadł już w pierwszej rundzie podczas juniorskich mistrzostw globu. Dotarł do półfinału mistrzostw Europy w Barcelonie (2010). Młodzieżowy wicemistrz Europy z 2011. 
Rekord życiowy: 48,71 (3 lipca 2011, La Chaux-de-Fonds), jest to rekord Wielkiej Brytanii w kategorii młodzieżowców.

## Osiągnięcia
| Rok  | Impreza                        | Miejsce   | Lokata     | Wynik |
| ---- | ------------------------------ | --------- | ---------- | ----- |
| 2007 | Mistrzostwa Europy juniorów    | Hengelo   | 7. miejsce | 52,57 |
| 2008 | Mistrzostwa świata juniorów    | Bydgoszcz | eliminacje | 53,42 |
| 2010 | Mistrzostwa Europy             | Barcelona | półfinał   | 50,51 |
| 2011 | Młodzieżowe mistrzostwa Europy | Ostrawa   | 2. miejsce | 49,28 |